# Saint-Julien-de-Jonzy
Pour les articles homonymes, voir Saint-Julien.
Saint-Julien-de-Jonzy est une commune française située dans le département de Saône-et-Loire, en région Bourgogne-Franche-Comté.

## Géographie
La commune de  Saint-Julien-de-Jonzy fait partie du Brionnais. Elle est située dans le département de Saône-et-Loire, l'arrondissement de Charolles et, depuis 2015, dans le nouveau canton de Chauffailles considérablement agrandi. Elle relevait jusqu'alors du canton de Semur-en-Brionnais, aujourd'hui supprimé. La forme générale de son territoire est approximativement celle d'un parallélogramme.
Avec une superficie totale de 22,66 km2 nettement supérieure à la moyenne des communes du Nord-Est roannais — 13 km2 — Saint-Julien étire son périmètre sur 24,5 km. Elle a — situation assez rarement représentée — huit communes comme voisines. Avec Ligny-en-Brionnais à l'est, la limite est longue de 5 km, elle est de 4,7 km au nord avec Sainte-Foy, de 3,45 km au nord-ouest avec Semur-en-Brionnais, de 4,7 km au sud-ouest avec Sainte-Foy et de 4,6 km au sud avec Saint-Bonnet-de-Cray. En revanche, elle confine sur de courtes distances avec les trois autres communes : 0,9 km au nord avec Briant ; 0,5 km à l'ouest avec Saint-Martin-du-Lac, 0,46 km au nord-est avec Saint-Christophe-en-Brionnais.
Si l'on met à part les hautes collines de ses confins nord-est qui la bornent du côté de Ligny-en-Brionnais, les limites de la commune sont artificielles. Il ne peut en être autrement puisque son territoire coiffe le sommet du bombement brionnais, ses limites courant donc sur les pentes de ce même bombement. On se trouve ici en effet sur la partie sommitale du horst brionnais, même s'il s'en faut de sept mètres pour que l'altitude culminante — 549 m — soit atteinte ; elle se trouve en effet à un jet de pierre au delà des limites sur le commune de Sainte-Foy. L'altitude moyenne de la commune est de 439 m. En fait, la partie sommitale du dôme brionnais occupe le nord-est du territoire de Saint-Julien. C'est à partir de là que les altitudes diminuent vers le sud, le sud-ouest et l'ouest. Le « Brionnais bossu » offre dans cet espace un caractère plus accidenté que nulle part ailleurs dans les environs. Cela tient à la nature de château d'eau de ces hauteurs où prennent leur source et d'où divergent plusieurs cours d'eau qui dissèquent les pentes : le plus long est un ruisseau, d'ailleurs non nommé, tributaire du Bezo qui coule vers le sud. Vers l'ouest se dirige le Merdasson, la rivière de Semur et Marcigny grossi de la Goutte d'Enfer, et vers le sud-ouest le Ruissseau des Riollets et le Ruisseau du Pré de la Caille, ces trois derniers affluents directs ou indirects de la Loire. Ainsi donc traverse la commune du nord au sud la ligne de partage des eaux entre la Loire et le Sornin. La dénivelée est forte entre le sommet du bombement à 542 m et l'aval des cours d'eau vers 330 m au sud, 370 m au sud-ouest, (3,8 % entre le culmen et le point le plus bas) mais la pente est exceptionnellement très forte (42 %) dans le secteur le plus élevé au nord dans la zone (bien nommée) des Montées.
Le bourg de Saint-Julien occupe la partie la plus élevée de la ligne de partage des eaux et de ce fait la vue qui s'offre à l'observateur sur les environs proches ou lointains est très étendue. Au nord-ouest, entre le bourg et le hameau de Jonzy, se profile par des échappées à l'horizon, au delà de la Loire, la ligne de crêtes sans échancrures des Monts de la Madeleine mais c'est à la sortie sud du bourg, que le panorama est le plus exceptionnel ; de ce véritable belvédère on découvre, bien mieux que d'un quelconque sommet de montagne boisé, le bas Brionnais jusqu'au Sornin et bien plus loin la ligne festonnée des monts du Beaujolais dominée par la coupole caractéristique du Mont Saint-Rigaud qui dépasse les 1 000 m d'altitude.
Correspondant à une surface montueuse, l'espace municipal de Saint-Julien-de-Jonzy d'une altitude moyenne d'ailleurs supérieure à celui des communes du bas-Brionnais se révèle nettement plus boisé qu'elles. Ces dernières présentent un taux de boisement toujours inférieur à 10 % de leur territoire (Vauban 8 %, Vareilles 6,23 %, Saint-Christophe-en-Brionnais 3,3 %, Saint-Laurent-en-Brionnais 1,39 %). À Saint-Julien, la forêt couvre 23,6 % de la commune. Les feuillus l'emportent de beaucoup sur les conifères avec 85 % de l'ensemble. Les 533 ha de forêt couvrent essentiellement la partie nord-occidentale (Bois à Messire Laurent, le Gros Bois, Bois des Prêtres, Bois Courbe, Bois de la Tour, Bois du Rompay, Bois Viraud) ; leur ensemble constitue le massif forestier sud du haut-Brionnais tandis que le massif nord, plus étendu encore, s'étend sur la commune de Semur.
Du point de vue géologique, la commune de Saint-Julien présente une réelle unité puisque les deux tiers de son territoire sont couverts par des formations siliceuses de surface qu'interrompt au centre une bande de colluvions argilo-calcaires. La partie la plus élevée au nord-est fait apparaître des calcaires et des grès ; le nord-ouest boisé correspond à des formations quaternaires de versants et plus localement à des éboulis. Enfin, au sud apparaissent les argiles sableuses et les complexes colluviaux également argileux qui couvrent de grandes surfaces sur les communes plus méridionales de Saint-Bonnet-de-Cray et de Saint-Edmond. Le bourg, quant à lui, est construit sur un affleurement de grès.
L'examen de la distribution du réseau routier dans l'ensemble du Brionnais laisse apparaître un paradoxe : ce ne sont pas les espaces les plus plats et les plus dégagés qui bénéficient, comme on pourrait le supposer, de la desserte routière la plus dense, mais bien un territoire comme celui de St-Julien accidenté et passablement boisé. Cette commune est sillonnée par 18,5 km de voies départementales soit 816 m de route par km2 (400 m/km2 à Ligny, 446 m à Saint-Bonnet-de-Cray dont le territoire est aussi vaste que celui de Saint-Julien, 300 m/km2 à Vauban, etc.).  Cette étonnante singularité se retrouve quand, à titre de comparaison là encore, on se réfère à des communes de la montagne beaujolaise élevées en altitude et forestières (Saint-Vincent-de-Reins (1 080 m/km2, Belleroche 1 436 m/km2). La route départementale à la fois la plus longue dans la commune (7,7 km) et la plus fréquentée est la D 8 qui venant à l'est de Chauffailles par Saint-Maurice-lès-Châteauneuf et Ligny-en-Brionnais dessert le bourg de St-Julien et se dirige à l'ouest vers Marcigny. Perpendiculaire à la D 8, la D 199 en deux tronçons pour un total de 4 km vient au sud de Saint-Bonnet-de Cray et prend au nord la direction de Sainte-Foy. En deux tronçons, la D 9 (3,7 km) venant au sud-ouest de Mailly va ensuite vers Semur-en-Brionnais. Ces trois voies se confondent dans la traversée du bourg celui-ci constituant ainsi un authentique nœud routier local. Enfin la D 20 reliant Saint-Christophe-en-Brionnais à Charlieu traverse sur un peu plus de 3 km les marges orientales de la commune non sans faire un détour par Ligny-en-Brionnais. Pour avoir accès au chemin de fer, on doit de Saint-Julien se rendre à Chauffailles ou à La Clayette, situées respectivement à 18 et 20 km de la commune sur la ligne ferroviaire de Lyon à Paray-le-Monial ou à Roanne (28 km) en direction de Paris par Saint-Germain-des-Fossés. La ligne du TGV Paris-Lyon-Marseille est accessible en 74 km à la gare de Mâcon-Loché en direction de Lyon ou à celle de Montchanin-Le Creusot en 84 km en direction de Paris. Des autobus reliant Roanne à Montchanin quotidiennement ont un arrêt à Marcigny à 9 km de Saint-Julien. L'aéroport de Lyon-Saint-Exupéry est distant de 131 km.
Dans le domaine des habitudes sociales de la population on observe que deux localités urbaines ou para-urbaines, situées approximativement à la même distance de Saint-Julien, Charlieu et Marcigny (respectivement 9 et  10 km) sont en position d'exercer une influence sur la commune. Leur pouvoir d'attraction réside dans l'emploi, l'offre commerciale, l'enseignement, l'accès aux transports, etc.). Charlieu, dont le rayonnement est le plus fort grâce à sa vocation marchande, éducative, culturelle, etc., est extérieure au département dont St-Julien fait partie mais elle est la seule à disposer par exemple d'un établissement d'instruction secondaire menant ses élèves jusqu'au niveau du baccalauréat. Chauffailles, le chef-lieu de canton dont dépend maintenant Saint-Julien est trop éloigné ( 18 km) pour exercer une influence égale à celle de Marcigny ou de Charlieu. En ce qui concerne l'attraction que peut exercer sur les communes rurales du Brionnais et notamment sur Saint-Julien une ville moyenne (concept se référant à une agglomération de plus de 20 000 habitants), c'est encore une fois hors du département et en l’occurrence de la région qu'il faut chercher : 28 km seulement séparent Saint-Julien de Roanne, centre d'une aire urbaine de plus de 100 000 habitants, dimension et proximité qui lui permettent d'exercer sur ce coin de terroir une authentique influence. La prépondérance de Roanne est pourtant battue en brèche en ce qui concerne la diffusion de sa presse puisqu'elle rencontre ici la forte concurrence des journaux de la Bourgogne du sud. D'ailleurs, son relatif éloignement n'empêche pas Paray-le-Monial de rayonner sur Saint-Julien et ses environs grâce à son hôpital et à ses commerces. Quant à Mâcon, la distance (76 km) ne lui laisse pas la possibilité d'établir des relations très suivies avec la commune. Dijon capitale régionale éloignée de 168 km n'est pas susceptible de contrebalancer l'attraction de Lyon, la métropole du centre-est de la France, qui n'est éloignée de Saint-Julien que de moins de 100 km.
Le Brionnais est par excellence un pays de bocage, et le territoire municipal de Saint-Julien en présente toutes les caractéristiques : prédominance des herbages, parcelles de forme irrégulière et de taille inégale encloses de haies vives, habitat dispersé et réseau serré de chemins ruraux. Dans ce type de paysage, la répartition de la population multiplie les écarts — plus d'une trentaine dans la commune - et les fermes isolées.
Répartis entre les deux versants, d'une (une manière d'ailleurs inégale, l'ouest forestier étant moins peuplé), les lieux-dits de la commune ont pour noms : à l'ouest de la ligne de partage des eaux, Rochefort, la Tour, l'Enfer, En Puizat, la Croix Saint Jean, les Quilletonnes, Jonzy, le Bas de Jonzy,  la Thuillère ; à  l'est, les Ombres, Chuin, les Charbonnières, Tréval, les Crais, Fontenaille, Charolles, Champ Bourgeois, Clangy, la Baisse, l'Étang, la Brosse, les Villerys, Parigny, l'Étang Neuf, Berry, les Crots, la Galoche, les Mollières. Outre le bourg, quelques-uns de ces écarts sont situés sur la ligne-même de partage des eaux : Saudy, les Garennes, les Brirets, Courroule et les Justices. Dans ce terroir à la population clairsemée et dispersée il n'est pas de lieudit, Jonzy mis à part, rassemblant assez d'habitations pour passer pour un véritablement hameau.
D'autre part d'assez nombreuses dénominations s'appliquent à des lieux non habités garennes herbeuses ou boisées telles à l'ouest, en dehors des massifs forestiers nommés plus haut : la Calendre, le Gendarme, les Lots, En Goutte, la Goutte d'Enfer, Mauchauvand, Pré Niom, les Dosnes, les Côtes Froides — ce dernier secteur ainsi nommé par référence au versant nord moins ensoleillé du vallon des Riollets — à l'est, les Montées, la Mazoirie, les Champs, la Condemine, la Mouille, les Theureaux, les Ramiers, les Curais, les Grands Fromentaux, Pré Girards,  le Chambon, les Vignes des Theureaux, les Ramiers, les Bardolières, les Curais, la Corvée et, tout au sud, la Grande Beluze (terre à blé sur les terrains argileux), au nord, sur la ligne de partage des eaux, les Petites Communes et les Morts.
L'INSEE ne fournit plus aujourd'hui le nombre d'habitants agglomérés des communes. À une époque où ces données étaient disponibles : en 1968 sur 331 habitants de la commune, 92 vivaient dans le bourg soit une proportion de 28 % ; en 1975, 93 personnes étaient agglomérées alors que la commune comptait 316 habitants, la proportion étant passée ainsi à 29 %. En extrapolant à partir des données les plus récentes, celles de 1975, mais en sachant qu'il s'agirait nécessairement d'une approximation, on peut sur cette base estimer à l'heure actuelle à 100 le nombre de personnes réunies dans le bourg, la proportion d'habitants agglomérés étant un peu supérieure à la moyenne des communes rurales en pays bocager (20 % à Vauban, 19 % à Ligny-en-Brionnais, 12 % à Saint-Laurent-en-Brionnais, 10 % à Vareilles).
L'histoire démographique de Saint-Julien-de-Jonzy a fait passer la commune par les trois phases que comporte classiquement l'évolution de la population des communes rurales de la région. La première phase a été marquée comme ailleurs à partir du début du XIXe siècle par une croissance de la population, relativement courte dans le cas de Saint-Julien, qui s'est terminée rapidement, évolution analogue d'ailleurs à celle de la commune voisine de St-Christophe. En 1831 le nombre d'habitants est passé par un pic avec 1 281 personnes vivant dans la commune (dans un grand nombre de localités rurales de la région cette première phase couvre toute la première moitié voire les trois quarts du XIXe siècle). Pendant une courte période de trente ans (1800-1831), la population avait tout de même augmenté  de 46 %. La seconde phase « classique » de cette histoire démographique a été caractérisée par un fort déclin de la population. À Saint-Julien, son originalité réside dans sa longue durée (commencée vers 1835, elle ne s'est terminée que voici une dizaine d'années) ; en 170 ans, la population municipale avait perdu les trois quarts de ses effectifs, une véritable hémorragie démographique. L'exode rural intervient pour une bonne part dans ce déclin s'agissant du moins du XIXe siècle ; c'est l'époque où la main-d'œuvre rurale en sur-effectifs quitte les villages pour trouver à s'employer dans l'industrie des petites et grandes villes. Au XXe siècle s'y ajoute l'effet des pertes humaines de la Grande Guerre (moins 121 personnes entre 1911 et 1921) et du fort ralentissement de la natalité. Il ne restait plus que  273 personnes à Saint-Julien en 2006. À l'instar de ce qui s'est produit dans bien des petites communes de la région, une reprise démographique s'est manifestée dans la commune au cours de la dernière décennie qui a porté à 345 le nombre de Juliennois en 2017 soit une croissance modeste de  15 % en chiffres absolus mais tout de même de 2,5 % par an.
La régression de la part prise par l'agriculture par rapport à l'ensemble des activités économiques, phénomène commun aux campagnes de la région, est loin d'avoir connu à Saint-Julien l'ampleur avec laquelle elle s'est produite dans certaines communes rurales des environs. La vocation agricole de la commune se manifeste par le maintien sur son territoire d'un nombre appréciable d'exploitations. Leur nombre s'y est certes considérablement réduit au cours des dernières décennies ; il y en avait 35 en 1988, 28 en 2000, 20 en 2010, il en reste 12 actuellement. On compte ainsi dans la commune une exploitation pour 29 habitants, soit une proportion plus forte que dans certaines communes environnantes (1 pour 45 à Vareilles 1 pour 49 à Chassigny-sous-Dun, 1 pour 88 à La Chapelle-sous-Dun mais 1 pour 25 à Saint-Laurent-en-Brionnais). La surface agricole utile totale — 981 ha — était en 2010, date du dernier recensement agricole, inférieure à ce qu'elle était précédemment (1 271 ha en 2000).
La pédologie et le climat expliquent la part écrasante des herbages — 974 ha — par rapport aux labours, 6 ha. Toutes les exploitations de la commune pratiquant l'élevage bovin relèvent de la filière viande, avec surtout des cheptels de race charolaise (mais non pas exclusivement), activité conforme à la spécialité dominante dans la région. Le nombre de têtes de bétail a baissé entre 2000 et 2010 passant de 1 197 à 974. Les exploitations sont bien réparties sur le territoire municipal depuis le lieudit Rochefort au nord, où se trouve une exploitation pratiquant l'élevage mixte de bovins et d'ovins tandis qu'au lieudit l'Enfer une autre exploitation se consacre à l'élevage bovin associé à l'élevage caprin. Ailleurs dans la commune les exploitations d'élevage bovin se trouvent l'une au lieudit Hauteval, une autre au lieudit les Garennes, deux autres encore l'une à Chuin, l'autre au lieudit Fréval. Le bourg lui-même est le siège d'une exploitation d'élevage bovin et quatre autres sont implantées à proximité, l'une au lieudit Courroule, une autre à Jonzy, une troisième à Parigny et une quatrième au lieudit les Justices. La plus orientale de ces exploitations se rencontre à l'est de la commune au lieudit Clangy.
Malgré l'importance maintenue de l'agriculture, la vie économique de la commune est loin de se résumer au travail de la terre. Les activités dites « secondaires » autrement dit de transformation réunissent dans le domaine du bâtiment une entreprise de maçonnerie sise au lieudit les Mollières (qui s'accompagne d'un travail de gravure sur matériaux minéraux), d'une menuiserie au lieudit Tréval et au bourg d'une ébénisterie. D'autre part une entreprise de transformation et de conservation de la viande de boucherie est établie au lieudit Charolles et une herboriste pratique son activité au lieudit les Chardonnières. Une boulangerie-pâtisserie fonctionne dans le bourg.
Le domaine « tertiaire », celui des services, est illustré par deux entreprises de commerce de gros, l'une spécialisée dans les fourrages à Tréval, l'autre dans le négoce du bétail au lieudit Parigny.
Le centre-même du bourg est animé par un restaurant gastronomique doublé d'un hôtel ; enfin d'autres formes d'hébergement sont représentées par deux gites ruraux l'un dans le bourg l'autre au lieudit le Bas de Jonzy et par des chambres d'hôtes à Tréval.
Distance avec les villages les plus proches : Saint-Bonnet-de-Cray ~ 2 km ; Mailly ~ 4 km ; Fleury-la-Montagne ~ 5 km ; Saint-Foy ~ 5 km ; Ligny-en-Brionnais ~ 5 km ; Semur-en-Brionnais ~ 6 km ; Saint-Christophe-en-Brionnais ~ 7 km ; Briant ~ 7 km ; Saint-Martin-du-Lac ~ 8 km ; Saint-Pierre-la-Noaille ~ 8 km ; Iguerande ~ 8 km ; Sarry ~ 9 km ; Saint-Edmond ~ 9 km ; Charlieu ~ 9 km ; Vauban ~ 9 km ; Saint-Nizier-sous-Charlieu ~ 9 km.

### Climat
Pour des articles plus généraux, voir Climat de la Bourgogne-Franche-Comté et Climat de Saône-et-Loire.
En 2010, le climat de la commune est de type climat océanique dégradé des plaines du Centre et du Nord, selon une étude du Centre national de la recherche scientifique s'appuyant sur une série de données couvrant la période 1971-2000. En 2020, Météo-France publie une typologie des climats de la France métropolitaine dans laquelle la commune est exposée à un climat de montagne ou de marges de montagne et est dans la région climatique Centre et contreforts nord du Massif Central, caractérisée par un air sec en été et un bon ensoleillement.
Pour la période 1971-2000, la température annuelle moyenne est de 10,4 °C, avec une amplitude thermique annuelle de 16,4 °C. Le cumul annuel moyen de précipitations est de 923 mm, avec 11,4 jours de précipitations en janvier et 7,7 jours en juillet. Pour la période 1991-2020, la température moyenne annuelle observée sur la station météorologique de Météo-France la plus proche, « Briant », sur la commune de Briant à 7 km à vol d'oiseau, est de 11,7 °C et le cumul annuel moyen de précipitations est de 930,7 mm. 
La température maximale relevée sur cette station est de 40 °C, atteinte le 12 août 2003 ; la température minimale est de −14,7 °C, atteinte le 31 décembre 1996,,.
Les paramètres climatiques de la commune ont été estimés pour le milieu du siècle (2041-2070) selon différents scénarios d'émission de gaz à effet de serre à partir des nouvelles projections climatiques de référence DRIAS-2020. Ils sont consultables sur un site dédié publié par Météo-France en novembre 2022.

## Urbanisme

### Typologie
Au 1er janvier 2024, Saint-Julien-de-Jonzy est catégorisée commune rurale à habitat très dispersé, selon la nouvelle grille communale de densité à sept niveaux définie par l'Insee en 2022.
Elle est située hors unité urbaine. Par ailleurs la commune fait partie de l'aire d'attraction de Roanne, dont elle est une commune de la couronne,. Cette aire, qui regroupe 88 communes, est catégorisée dans les aires de 50 000 à moins de 200 000 habitants,.

### Occupation des sols
L'occupation des sols de la commune, telle qu'elle ressort de la base de données européenne d’occupation biophysique des sols Corine Land Cover (CLC), est marquée par l'importance des territoires agricoles (75,1 % en 2018), une proportion sensiblement équivalente à celle de 1990 (75,2 %). La répartition détaillée en 2018 est la suivante : prairies (74,4 %), forêts (23,6 %), zones urbanisées (1,2 %), zones agricoles hétérogènes (0,8 %). L'évolution de l’occupation des sols de la commune et de ses infrastructures peut être observée sur les différentes représentations cartographiques du territoire : la carte de Cassini (XVIIIe siècle), la carte d'état-major (1820-1866) et les cartes ou photos aériennes de l'IGN pour la période actuelle (1950 à aujourd'hui).

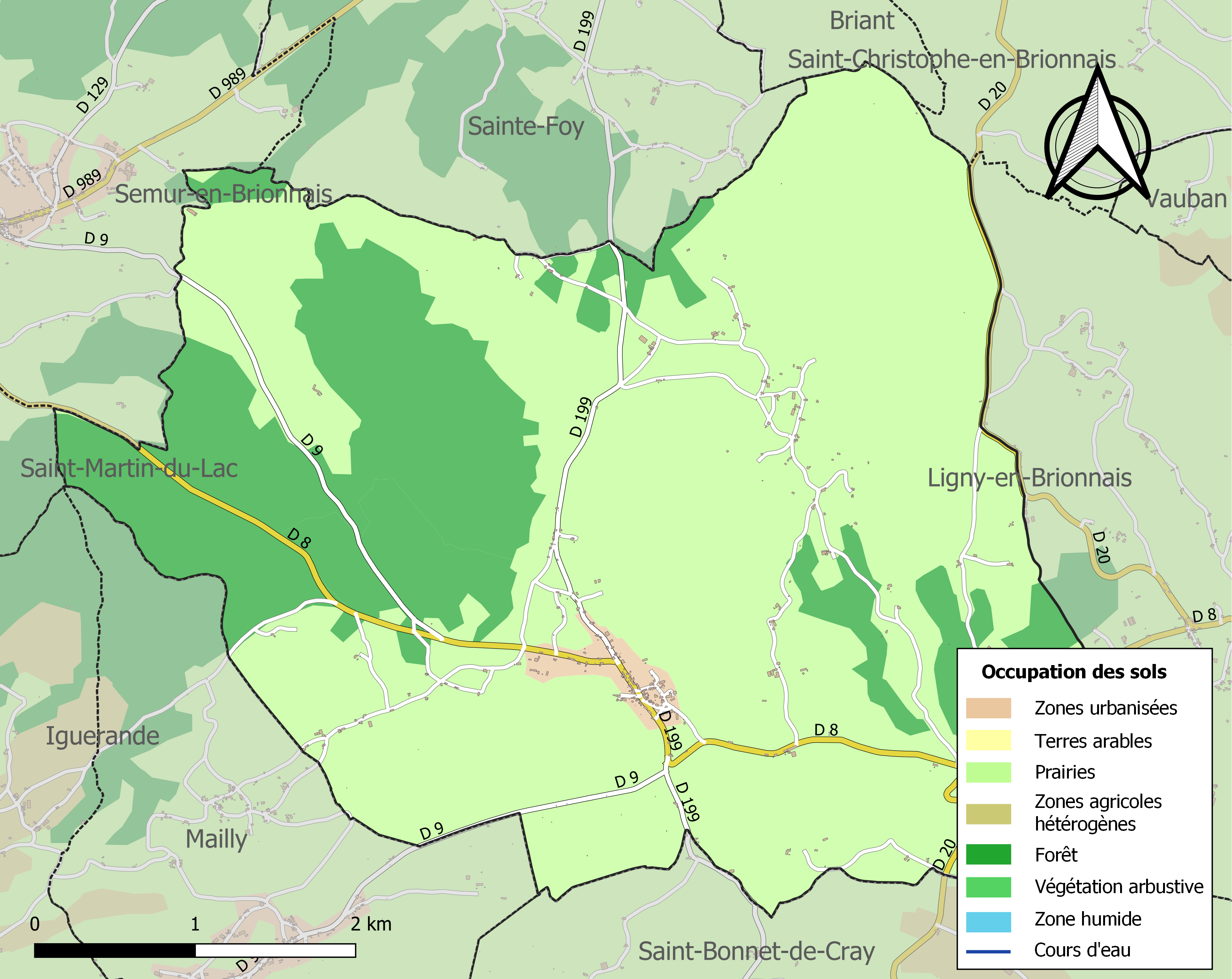
Carte des infrastructures et de l'occupation des sols de la commune en 2018 (CLC).

## Histoire
Saint-Julien-de-Cray et Jonzy ont fusionné en 1860, devenant Saint-Julien-de-Jonzy.
En 1793, Saint-Julien-de-Cray, dans le contexte révolutionnaire, avait changé de nom et était devenu Julien-Bellevue.

## Politique et administration
| Période                                  | Période   | Identité           | Étiquette | Qualité |
| ---------------------------------------- | --------- | ------------------ | --------- | ------- |
| avant 1981                               | ?         | Paul Buisson       | DVG       |         |
| mars 2001                                | mars 2008 | Françoise Chalayer |           |         |
| mars 2008                                | mars 2014 | Henry Captier      |           |         |
| mars 2014                                | En cours  | Sandra Braillon    |           |         |
| Les données manquantes sont à compléter. |           |                    |           |         |

## Démographie
L'évolution du nombre d'habitants est connue à travers les recensements de la population effectués dans la commune depuis 1793. Pour les communes de moins de 10 000 habitants, une enquête de recensement portant sur toute la population est réalisée tous les cinq ans, les populations de référence des années intermédiaires étant quant à elles estimées par interpolation ou extrapolation. Pour la commune, le premier recensement exhaustif entrant dans le cadre du nouveau dispositif a été réalisé en 2006.

En 2022, la commune comptait 337 habitants, en évolution de −1,46 % par rapport à 2016 (Saône-et-Loire : −1,06 %, France hors Mayotte : +2,11 %).
| 1793 | 1800 | 1806 | 1821 | 1831  | 1836  | 1841  | 1846  | 1851  |
| ---- | ---- | ---- | ---- | ----- | ----- | ----- | ----- | ----- |
| 730  | 768  | 874  | 939  | 1 281 | 1 219 | 1 163 | 1 172 | 1 125 |

| 1856 | 1861 | 1866 | 1872 | 1876 | 1881 | 1886 | 1891 | 1896 |
| ---- | ---- | ---- | ---- | ---- | ---- | ---- | ---- | ---- |
| 860  | 940  | 891  | 914  | 906  | 931  | 928  | 868  | 843  |

| 1901 | 1906 | 1911 | 1921 | 1926 | 1931 | 1936 | 1946 | 1954 |
| ---- | ---- | ---- | ---- | ---- | ---- | ---- | ---- | ---- |
| 783  | 740  | 689  | 568  | 530  | 502  | 446  | 457  | 423  |

| 1962 | 1968 | 1975 | 1982 | 1990 | 1999 | 2006 | 2011 | 2016 |
| ---- | ---- | ---- | ---- | ---- | ---- | ---- | ---- | ---- |
| 392  | 331  | 316  | 319  | 282  | 299  | 273  | 300  | 342  |

| 2021 | 2022 | - | - | - | - | - | - | - |
| ---- | ---- | - | - | - | - | - | - | - |
| 340  | 337  | - | - | - | - | - | - | - |

## Lieux et monuments
- L'église Saint-Julien est célèbre pour son portail roman du XIIe siècle[18]. C'est un exemple tardif de la sculpture romane bourguignonne. Représentation de la Cène sur l'architrave.

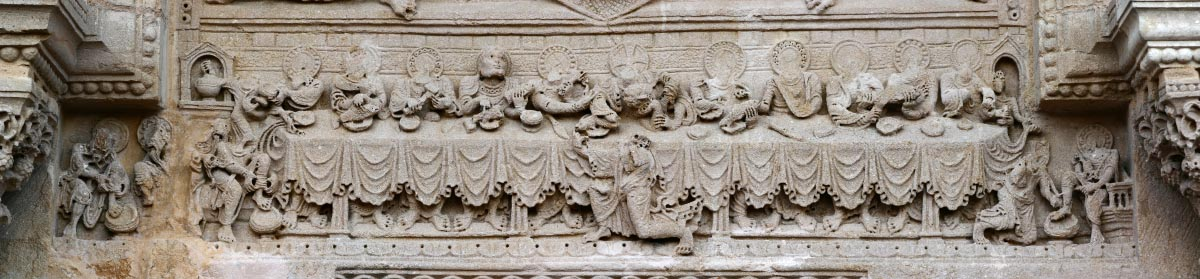
Église : linteau du portail.
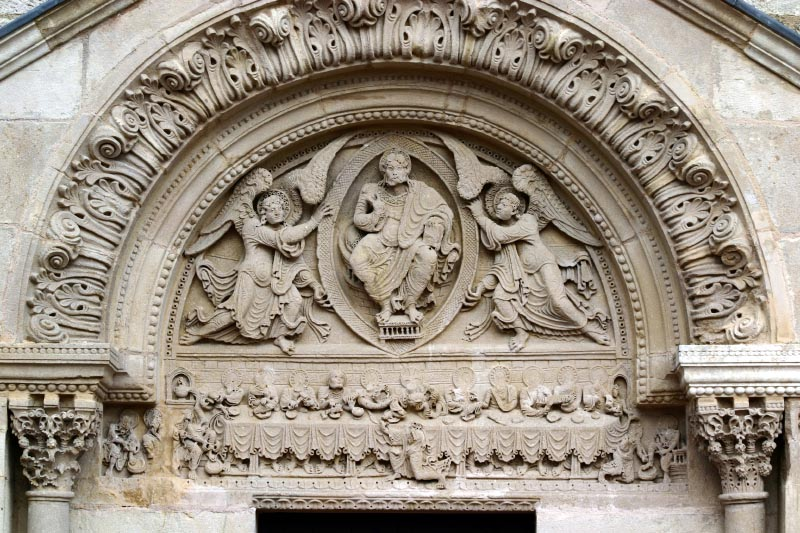
Église : portail.
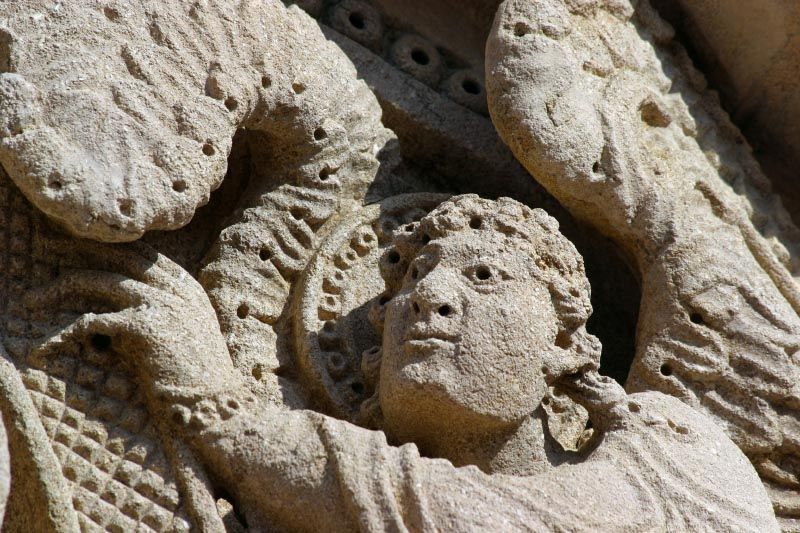
Église : détail du tympan.
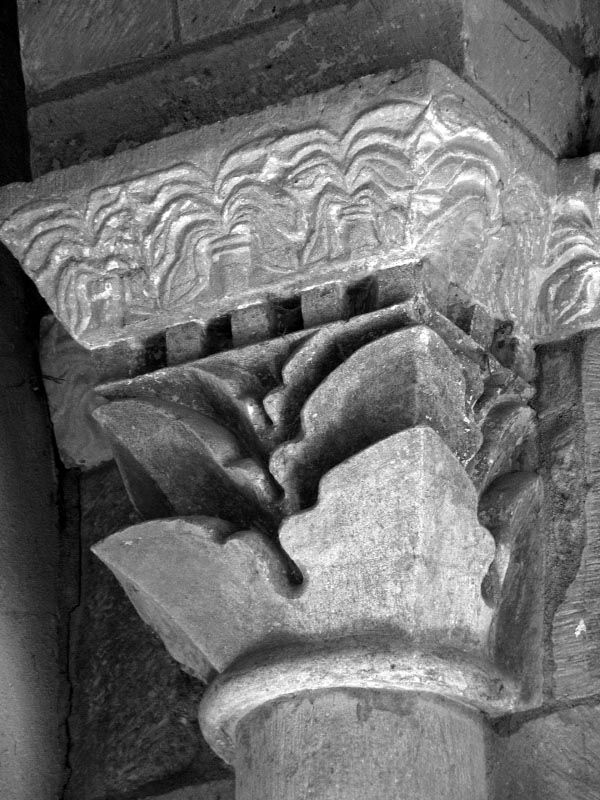
Église : chapiteau de l'ancien chœur.

- La maison forte de l'Étang.
- La boulangerie.

## Personnalités liées à la commune
Joseph Beauchamp (1761-1842), né à Saint Julien-de-Jonzy, député de l'Allier à la Convention nationale de 1792, élu au Conseil des Cinq-Cents.

## Sources
- Jean-Claude Fraissé (maire et conseiller général), Saint-Julien-de-Jonzy (Brionnais), revue « Images de Saône-et-Loire » n° 121 (mars 2000), pp. 16–17.

## Pour approfondir